# Cees Schapendonk
Cees Schapendonk (né le 24 décembre 1955 à Bois-le-Duc) est un joueur de football néerlandais. Il jouait au poste d'attaquant.
Il fait ses classes dans le petit club de Concordia SVD puis dans les équipes d'âge du Eindhoven VV. Ce club joue en Eredivisie de 1975 à 1977 puis descend en Eerste Divisie. Lors de la saison 1978-1979, Schapendonk s'illustre en terminant meilleur buteur de la D2 hollandaise. Cela lui vaut un transfert au MVV Maastricht.
Avec MVV, Schapendock marque 52 buts en trois saisons. Lors de la compétition 1980-1981, il mène longtemps le classement des buteurs de l'Eredivisie. Grâce à cela, il est appelé par Rob Baan (sélectionneur intérimaire) en sélection nationale pour une rencontre face à Chypre, le 22 février 1981. Il marque un but. Mais lorsque Kees Rijvers reprend les commandes de la sélection oranje, Cees Schapendonk n'est plus appelé en sélection.
En 1982, MVV est relégué et Schapendonk signe à La Gantoise, en Belgique en même temps que son équipier danois Søren Busk. Avec les Buffalos, Schapendonk remporte la Coupe de Belgique 1984.
À partir d'août 1986, il est prêté à l'Excelsior Rotterdam puis rejoint le RKC Waalwijk avec lequel il monte en Eredivisie en 1988. Cees Schapendonk joue encore au NAC Breda avant de mettre un terme à sa carrière professionnelle en 1993 et de rejoindre la formation amateur de BVV dans sa ville natale.